# Elsie Janis
Elsie Janis (16 de marzo de 1889 – 26 de febrero de 1956) fue una cantante, compositora, guionista y actriz teatral y cinematográfica de nacionalidad estadounidense. Entreteniendo a las tropas durante la Primera Guerra Mundial, quedó inmortalizada como "la novia de la AEF" (Fuerza Expedicionaria Estadounidense).

## Inicios y carrera
Su verdadero nombre era Elsie Bierbower (o Beerbower), nació en Columbus, Ohio. Su primer contacto con el teatro tuvo lugar a los 2 años de edad, y a los 11 era cabeza de cartel en el circuito de vodevil, actuando bajo el nombre de "Little Elsie". Al madurar utilizó el nombre artístico de Elsie Janis, a la vez que perfeccionaba sus habilidades interpretativas.  
Reconocida por la crítica estadounidense y británica, Janis fue cabeza de cartel en el circuito de Broadway y en el ambiente teatral de Londres. En Broadway actuó en diferentes shows de éxito, entre ellos The Vanderbilt Cup (1906), The Hoyden (1907), The Slim Princess (1911), y The Century Girl (1916). Además, el 5 de octubre de 1925 actuó en la gran inauguración del Teatro Brown de Louisville, Kentucky. 
Janis también disfrutó de una carrera cinematográfica en Hollywood como guionista, actriz y compositora. Escribió el argumento original de Close Harmony (1929) y fue compositora y directora de producción de Paramount on Parade (1930). Ella y el director Edmund Goulding escribieron la canción "Love, Your Magic Spell Is Everywhere" interpretada por Gloria Swanson en su debut en el cine sonoro, The Trespasser (1929). La composición de Janis "Oh, Give Me Time for Tenderness" fue cantada por Bette Davis en la película Amarga victoria (1939), también dirigida por Goulding.

## Primera Guerra Mundial

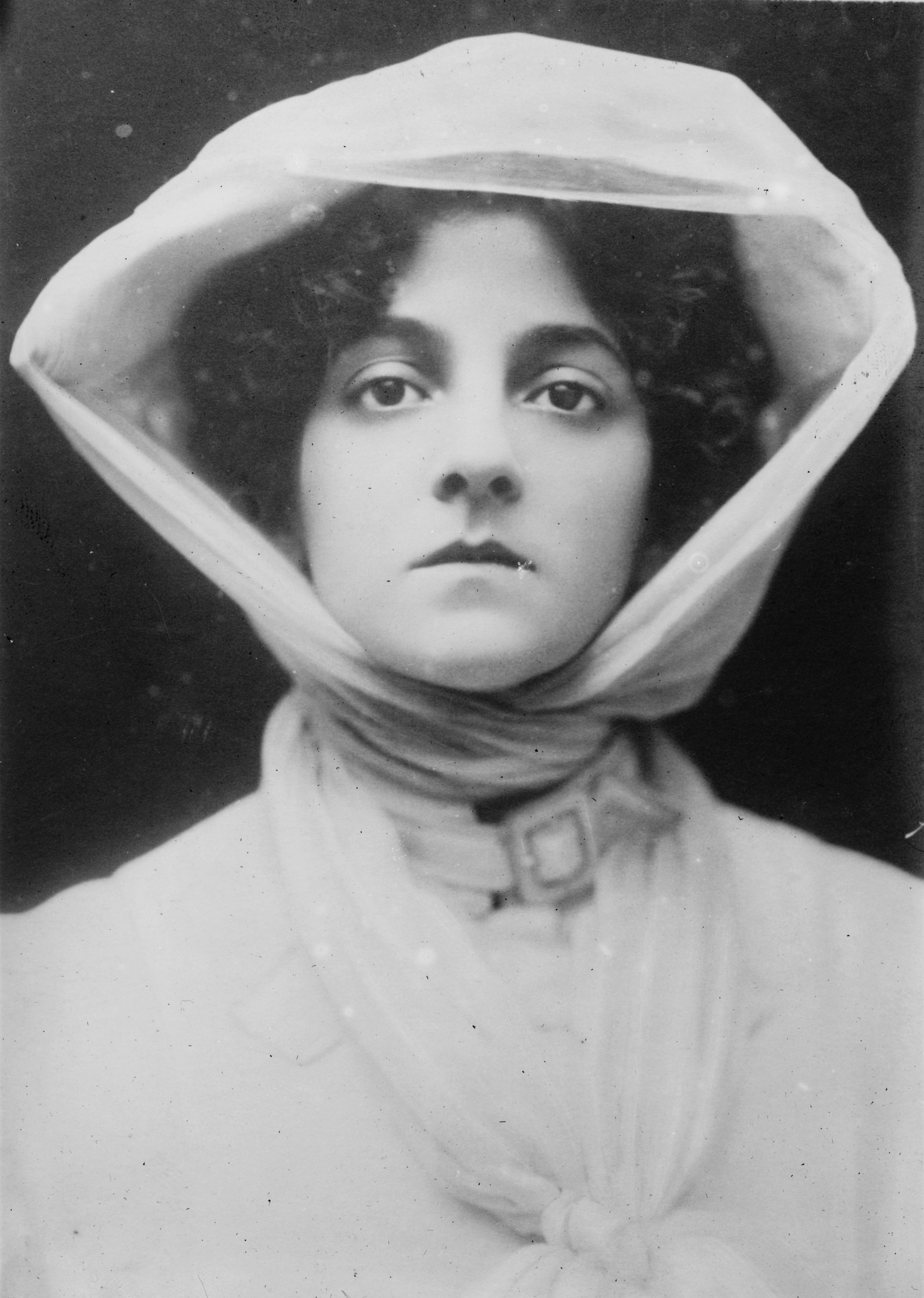
Elsie Janis en The Vanderbilt Cup (1906)

Janis fue un incansable apoyo de los soldados británicos y estadounidenses que luchaban en la Primera Guerra Mundial, y participó en la recogida de fondos para los Bonos Liberty. Janis también actuó entreteniendo a las tropas estacionadas cerca de la línea del frente – una de las primeras artistas populares de Estados Unidos en hacerlo en una guerra librada en suelo extranjero. Diez días después del armisticio grabó para HMV varios números de su revista Hullo, America, entre ellos Give Me the Moonlight, Give Me the Girl. Janis escribió acerca de sus experiencias durante la guerra en The Big Show: My Six Months with the American Expeditionary Forces (publicado en 1919), y las recreó en un corto musical de Vitaphone en 1926, Behind the Lines.

## Últimos años
En 1932, Janis se casó con Gilbert Wilson, dieciséis años más joven que ella. La pareja residió en Sleepy Hollow, Nueva York, hasta que Janis se mudó a Los Ángeles, donde vivió hasta el momento de su muerte. Su último film fue la producción de 1940 Women in War, coprotagonizada con Wendy Barrie.
Elsie Janis falleció en 1956 en su domicilio en Beverly Hills, California, a los 66 años de edad. Fue enterrada en el Cementerio Forest Lawn Memorial Park de Glendale, California.
Por su contribución a la industria cinematográfica, Janis fue galardonada con una estrella en el Paseo de la Fama de Hollywood, en el 6770 de Hollywood Boulevard.

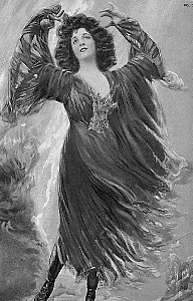
Janis en Theatre Magazine (marzo de 1917)